# Giuliano Boffardi
Giuliano Boffardi (Genova, 10 marzo 1946 – Genova, 21 marzo 2025) è stato un politico e scrittore italiano.

## Biografia
La sua famiglia, di cui hanno fatto parte diversi partigiani combattenti e patrioti, tutti antifascisti ma di orientamento politico diverso (la chiamavano "il CLN") ha visto, in particolare, la presenza, da parte cattolica, di Ines Boffardi, sorella di suo padre, per molti anni parlamentare, sottosegretario alla Presidenza degli Consiglio con Andreotti, vice sindaco a Genova e assessore nel Consiglio regionale ligure.

Diplomato presso l'Istituto Tecnico Nautico San Giorgio di Genova, Giuliano Boffardi ha navigato a bordo della nave scuola, brigantino-goletta ex Belem e a bordo della corvetta Airone della scuola comando di Augusta. Durante il servizio militare ha contratto una seria invalidità per causa di servizio. Congedato ha frequentato quattro mesi un lungo corso presso l'Istituto di studi comunisti di Frattocchie, a Roma ed è diventato dirigente responsabile del partito a Prà e nella val Bisagno. Ha lavorato come educatore o impiegato presso enti privati come Villa Perla, la FITA, la CNA, la Coop Liguria e, per 23 anni presso il Registro Italiano Navale RINA come perito navale. Ha quindi svolto un'intensa e variegata attività di volontariato sociale in sodalizi come la CNA, la Croce Verde Praese, di cui è stato milite e per tre cicli presidente, l'ANDI, dove ha fatto parte della redazione della rivista nazionale, l'AIDO di cui è stato presidente per le sezioni di Prà e Voltri, la FIDCA, Federazione Combattenti Alleati di Voltri, l'AFSAI, sezione italiana dell'IYCE, scambi internazionali di giovani, di cui è stato vice presidente nazionale, la Lega Nazionale Difesa del cane, di cui è stato fondatore e direttore del giornale nazionale.

Alla fine degli anni '60, partecipando a Berlino a un convegno internazionale sulla scuola, ha scritto la musica e le parole di una canzoncina, lanciata dal Canzoniere delle Lame, che è divenuto un motivo molto diffuso dei movimenti post 1968 contro la guerra in Vietnam.

È stato tra i fondatori di sodalizi come Rinascita Vita, per l'assistenza alle persone in coma o post coma, la Gigi Ghirotti Hospice, per il trattamento dei malati terminali, Mondo Verde, per la difesa degli animali e dell'ambiente, CUP Centro Universitario del Ponente, Università della terza età, Coop Villa Perla, per l'assistenza a ragazzi appartenenti a famiglie problematiche, e politico nei quartieri di Sestri e di Prà. Nel Consiglio Circoscrizionale di Prà, dove è stato consigliere e poi presidente per sette anni, nel Consorzio Agrario Genova di cui è stato membro del Comitato Direttivo, nel Consiglio di Amministrazione dell'Ospedale Martinez, nel Consiglio Comunale di Genova, dove è stato eletto per quattro cicli amministrativi e, infine, in Parlamento, dapprima al Senato e poi alla Camera dei Deputati, e nell'Assemblea Parlamentare NATO.

Dal 1961 fino al suo scioglimento ha fatto parte del PCI, poi dal 1991 ha aderito a Partito della Rifondazione Comunista, guidato da Sergio Garavini, con cui nel 1992 diventa senato e nel 1994 viene eletto alla Camera dei Deputati con i Progressisti. In contrasto con la linea prevalente che faceva capo a Fausto Bertinotti, nel 1995 - assieme fra gli altri a Garavini e Martino Dorigo - ha lasciato Rifondazione per passare al gruppo misto nella componente dei Comunisti Unitari, pur senza aderire al movimento.

Nel 1997, a fronte della negazione di un secondo mandato al sindaco di Genova Adriano Sansa da parte del centrosinistra, lo ha sostenuto ed è stato il primo degli eletti in consiglio comunale della Lista "Noi per Sansa" in Consiglio comunale di Genova.

Con i Democratici è stato candidato alle elezioni europee del 1999, senza essere eletto. Successivamente ha aderito nel 1998 allo SDI di Boselli e dal 2007 al Partito Socialista Italiano guidato da Nencini, di cui è stato segretario provinciale di Genova.

Ha scritto diverse pubblicazioni di storia locale, di storia della Resistenza e di poesie. Iniziò a scrivere di narrativa con un racconto giunto finalista al concorso nazionale promosso dall'Europeo, dalla Porsche e da Primosic e pubblicato nel 2005. Collabora con la Rivista culturale "Il libro volante". Le sue pubblicazioni sono presenti nelle biblioteche cittadine, e non essendo interessato a finalità commerciali, i loro proventi sono direttamente devoluti a favore del mondo del volontariato onlus.

## Vita privata
Ebbe due figlie e quattro nipoti ma non si sposò mai.

## Opere
- "Praestoria", 2 volumi, sulla storia di Prà
- Pra' - Girando per Pra' tra storia, ricordi e passioni - Kindle ed.
- "Prà ascurda", 3 volumi, sulla storia di Prà - Kindle ed.
- "Memorie di un fenicottero", sulla Resistenza antifascista in Francia e nel Savonese
- "L'impareggiabile vita del signor Andrea Salusciev", biografia di un soldato russo terrorizzato dallo stalinismo
- "Rarinantese", poesie in romanesco alla maniera del Belli
- "Scende lenta e cammina", poesie
- "Un po' per celia un po' per non morir", poesie
- "C'era una...anzi due volte", favole
- "L'anima delle cose", racconto finalista edito da l'Europeo - Porsche Italia - Primosic
- "C'era una volta Boffardi", storia di una famiglia di emigranti
- "L'anima provvisoria", romanzo - Kindle ed.
- "La Sviolinazza", romanzo - Kindle ed.
- "Il Sommelier", romanzo - Kindle ed.
- 1+4 Divertimento poetico in italiano e in quattro dialetti - Kindle ed.
- "Immagini in rima", poesie in genovese - Kindle ed. -
- "Come smascherare il fascista che é in noi" - Kindle ed.
- "Il programma c'è già: la Costituzione" - Kindle ed.
- "I tramonti di Pra'" Kindle ed.